# ヤン・ステーン (小惑星)
ヤン・ステーン (10586 Jansteen) は、小惑星帯に位置する小惑星である。エリック・エルストがヨーロッパ南天天文台で発見した。
17世紀のバロック期に活躍したオランダ・ライデン生まれの画家ヤン・ステーンから命名された。